# Pombalinho (Soure)
Pour les articles homonymes, voir Pombalinho.
Pombalinho est une ancienne freguesia (« paroisse civile ») du Portugal, rattachée au concelho (« municipalité ») de Soure au Portugal.
Sa superficie est de 25,37 km² et sa population était de 807 habitants (en 2011).